# Daïras de la wilaya de Tamanrasset
La wilaya de Tamanrasset est composée de trois daïras (circonscriptions administratives) depuis l'instauration des wilayas d'In Salah et d'In Guezzam en 2019 (la wilaya en comprenait avant 7). Chacune comprend une ou plusieurs communes pour un total de cinq communes.

## Daïras de la wilaya de Tamanrasset (avant 2019)
1. Abalessa
2. In Ghar
3. In Guezzam
4. In Salah
5. Tamanrasset
6. Tazrouk
7. Tinzaouten

La wilaya est divisée en trois daïras :
1. Abalessa : possède 1 commune : Abalessa.
2. Tazrouk : possède 2 communes : Tazrouk, Idles.
3. Tamanrasset : possède 2 communes : Tamanrasset et In Amguel.